# Farmacia

Il caduceo, simbolo della farmacia

La farmacia (dal greco antico: φάρμακον?, Pharmakon, "medicamento") è la scienza teorica e la tecnica pratica della preparazione e distribuzione dei prodotti farmaceutici. Il concetto di "preparazione" di un farmaco (riferito al lavoro del farmacista) comprende la corretta interpretazione delle prescrizioni mediche, le appropriate competenze scientifiche, chimiche, fisiche, biologiche e tecniche per la preparazione dei medicinali e la loro conservazione, nonché la specifica padronanza delle norme della farmacopea ufficiale.
Il simbolo della farmacia è il caduceo.
Il concetto di "distribuzione" si riferisce principalmente alla erogazione dei medicinali, oltre agli aspetti tecnici del consiglio sulla posologia, effetti collaterali, alimentazione, implica anche un'ampia conoscenza delle caratteristiche dei prodotti, la capacità di fornire consigli sul loro uso corretto, la tutela della serenità di ogni paziente di fronte ai medicamenti e alla malattia.
Il termine farmacia ha comunque assunto nel tempo anche altre valenze che ne hanno alterato il significato. Così, con riferimento al concetto di "preparazione", la farmacia può indicare sia il corso di laurea, in cui si studia questa disciplina scientifica.